# Carlo Vignoli
Carlo Vignoli (Castro dei Volsci, 6 agosto 1878 – Roma, 4 aprile 1938) è stato un filologo, insegnante e dialettologo italiano.

## Biografia
Figlio di genitori entrambi insegnanti , dopo gli studi classici, per i quali aveva una particolare predilezione, s'iscrisse alla facoltà di Lettere della Regia Università di Roma, laureandosi giovanissimo nel 1899 . Cominciò quindi la carriera di professore di lettere nel ginnasio di  Montecassino, passando poi in quello di Veroli, in Umbria (a Città di Castello), e infine a Roma, dove fu professore nei più prestigiosi licei della capitale: il Mamiani, il Visconti e il Tasso. Chiuse la sua carriera di insegnante presso il liceo ginnasio di Ostia Lido, dove svolse l'incarico di preside.
Allievo di Ernesto Monaci, fu membro della Società Filologica Romana e a fianco all'impegno nell'insegnamento superiore condusse varie ricerche etnologiche e, soprattutto, dialettologiche (condotte con metodo neogrammaticale) su paesi del Lazio Meridionale (Amaseno, Castro dei Volsci, Veroli) e su Gorizia, per la quale elaborò una grammatica contrastiva tra la varietà locale di friulano e l'italiano. Il valore scientifico dei risultati ottenuti con tali lavori gli valse vari riconoscimenti , tra cui spicca quello tributatogli nel 1916 dall'Accademia dei Lincei appunto per i meriti acquisiti nel campo filologico e dialettologico. Nel 1923 inoltre, Vignoli fu scelto da Gabriele D'Annunzio, sempre per la capacità filologica dimostrata nelle sue ricerche, come collaboratore per la pubblicazione della sua "Opera Omnia".
Tra i numerosi altri riconoscimenti che gli furono conferiti, si ricordano anche le magna laus al Certamen poeticum Hoeufftianum di poesia latina che Vignoli, pregevole poeta anche in latino, ricevette nel 1924 dall'Accademia delle scienze olandese grazie al suo carme Ad cunabula . Fu anche autore di fortunati manuali scolastici. 

## Omaggi
- Il comune di Castro dei Volsci gli ha intitolato una piazza.

## Opere
- Carlo Vignoli, Il vernacolo di Castro dei Volsci, in «Studj Romanzi», VII (1911), pp. 116–296.
- Carlo Vignoli, Il Folklore di Castro dei Volsci, in «Studj Romanzi», XIII (1917), pp. 99–319.
- Carlo Vignoli, Il parlare di Gorizia e l'italiano con alcuni saggi dialettali e vocabolarietto. Confronti, prefazione di E. Monaci, Roma, Maglione & Strini, 1917.
- Carlo Vignoli, Vernacolo e canti di Amaseno, Roma, Società Filologica Romana, 1920.
- Carlo Vignoli, Il vernacolo di Veroli in provincia di Roma, Roma, Società Filologica Romana, 1925.
- Carlo Vignoli, Lessico del dialetto di Amaseno. Con appendice di saggi dialettali, Roma, Società Filologica Romana, 1926.
- Carlo Vignoli, Per lo studio scientifico del dialetto di Roma, in Atti del II Congresso Nazionale di Studi Romani, Roma, Istituto di Studi Romani, 1931, vol. III, pp. 273–87.